# Krzeszów (gmina w województwie jeleniogórskim)

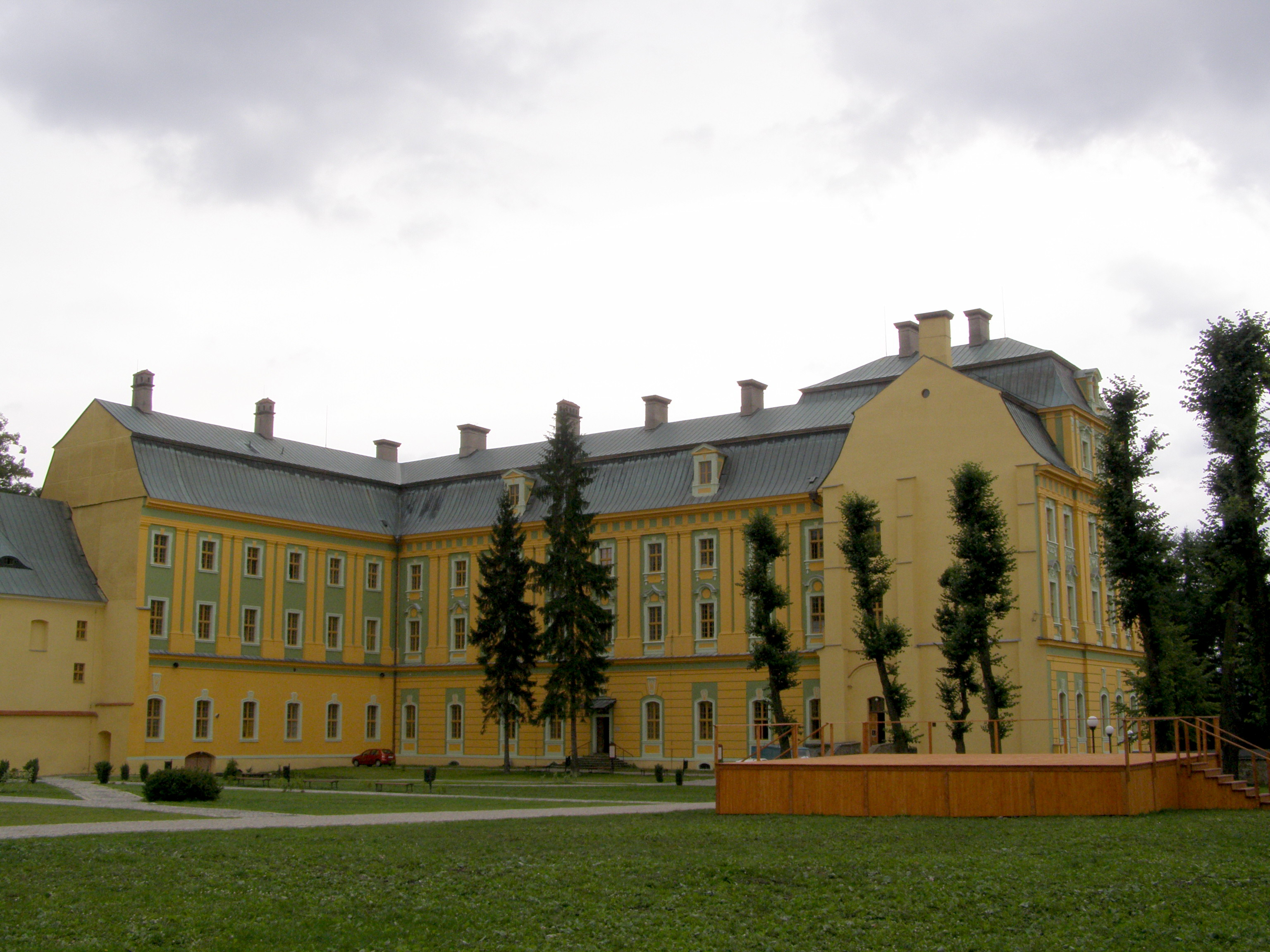
Opactwo w Krzeszowie

Krzeszów – dawna gmina wiejska istniejąca w latach 1945–1954 i 1973–1976 w woj. wrocławskim, a następnie jeleniogórskim (dzisiejsze woj. dolnośląskie). Siedzibą władz gminy był Krzeszów.
Gmina Krzeszów powstała po II wojnie światowej na terenie tzw. Ziem Odzyskanych (tzw. II okręg administracyjny – Dolny Śląsk). 28 czerwca 1946 gmina – jako jednostka administracyjna powiatu kamiennogórskiego – weszła w skład nowo utworzonego woj. wrocławskiego.
Według stanu z 1 lipca 1952 gmina składała się z 4 gromad: Czadrów, Jawiszów, Krzeszów i Lipienica. Gmina została zniesiona 29 września 1954 wraz z reformą wprowadzającą gromady w miejsce gmin.
Jednostkę reaktywowano 1 stycznia 1973 w tymże powiecie i województwie, a w jej skład weszły sołectwa: Czadrów, Dobromyśl, Gorzeszów, Jawiszów, Kochanów, Krzeszów, Krzeszówek, Lipienica i Olszyny. 1 czerwca 1975 gmina weszła w skład nowo utworzonego woj. jeleniogórskiego. 15 stycznia 1976 gmina została zniesiona przez połączenie z dotychczasową gminą Kamienna Góra w nową gminę Kamienna Góra.